# Everything Is Fine
Everything Is Fine è il terzo album in studio del cantante di musica country statunitense Josh Turner, pubblicato nel 2007.

## Tracce
1. Everything Is Fine – 3:35
2. Firecracker – 3:29
3. Another Try (feat. Trisha Yearwood) – 3:46
4. So Not My Baby – 3:34
5. Trailerhood – 3:22
6. Baby, I Go Crazy – 3:24
7. Nowhere Fast (feat. Anthony Hamilton) – 5:31
8. The Longer the Waiting (The Sweeter the Kiss) – 5:01
9. One Woman Man – 2:30
10. Soulmate – 3:50
11. The Way He Was Raised – 4:32
12. South Carolina Low Country – 4:48